# Barnsley Interchange
Barnsley Interchange – stacja kolejowa w Barnsley, w Anglii. Znajdują się tu 2 perony. Jest zarządzana przez Northern Rail, której pociągi zatrzymują się tam na trasie z Sheffield do Leeds, Wakefield i Huddersfield. Dodatkowo East Midlands Trains oferuje połączenie z Londynem przez Leicester.